# Alvin Bragg
Alvin Bragg, né le 21 octobre 1973 à New York, est un homme politique et avocat américain membre du Parti démocrate, procureur du comté de New York (Manhattan) depuis le 1er janvier 2022. Il est le premier Afro-Américain élu à ce poste.

## Biographie

### Jeunesse, éducation et vie privée
Né à Harlem le 21 octobre 1973, Alvin Leonard Bragg Jr. a grandi dans le quartier de Strivers' Row. Sa mère est professeure de mathématiques, et son père a travaillé dans une association d'aide aux Afro-Américains. Dans une interview à The American Prospect , il déclare avoir été  dans sa jeunesse « profondément marqué par la chaîne pénale, y compris en assistant à trois interpellations inconstitutionnelles, arme au poing, par le NYPD »,.
Diplômé de la Trinity School, il étudie à l'université Harvard où il obtient un Bachelor of Arts cum laude en 1995, puis un diplôme de juris doctor. Lors de ses études à la faculté de droit de Harvard, il est le rédacteur en chef de la revue juridique Harvard Civil Rights–Civil Liberties Law Review.
Alvin Bragg est marié et père de deux enfants.

### Carrière
Débutant sa carrière comme assistant du juge fédéral Robert P. Patterson Jr., Alvin Bragg rejoint le cabinet d'avocats Morvillo Abramowitz Grand Iason & Anello en tant qu'associé, où il se spécialise sur le crime en col blanc et les questions de droits civils. En 2003, il rejoint le bureau du procureur général de New York, Eliot Spitzer, avant de devenir chef du contentieux et des enquêtes pour le conseil municipal de New York. En 2009, Alvin Bragg quitte le conseil municipal pour occuper le poste d'adjoint du procureur des États-Unis du district sud de New York.
En 2017, le procureur général de l'État de New York, Eric Schneiderman, le nomme sous-procureur général de New York. Alvin Bragg dirige alors les divisions de la justice pénale et de la justice sociale, supervisant les poursuites intentées par l'État contre la Donald J. Trump Foundation, Harvey Weinstein et The Weinstein Company. Il quitte ce poste en décembre 2018 pour devenir professeur à l'École de droit de New York. Alvin Bragg est membre du conseil d'administration de la Legal Aid Society.

### Procureur du comté de New York
Alvin Bragg lance sa candidature pour la nomination du Parti démocrate pour succéder à Cyrus Vance Jr. au poste de procureur du comté de New York, en juin 2019. Après avoir remporté la primaire démocrate du 22 juin 2021, Alvin Bragg bat le candidat républicain lors de l'élection générale du 2 novembre 2021. Il devient le premier Afro-Américain à être élu procureur du comté de New York, et le quatrième en 80 ans. Alvin Bragg prête serment le 1er janvier 2022.

#### Poursuites contre Donald Trump
Le 23 février 2022, les principaux officiers du bureau du procureur du comté de New York chargé de l'enquête sur Donald Trump et ses entreprises, démissionnent brusquement après qu'Alvin Bragg « leur ait indiqué qu'il avait des doutes quant à la poursuite d'une affaire contre M. Trump ». Le New York Times rapporte alors qu'Alvin Bragg « avait hésité à poursuivre une mise en accusation contre M. Trump » et manquait de confiance pour prouver devant le tribunal que Donald Trump « avait sciemment falsifié la valeur de ses actifs sur les états financiers annuels ».
Cependant, le 21 novembre 2022, le New York Times indique que le bureau du procureur « a décidé de relancer son enquête criminelle » contre Donald Trump pour « l'achat du silence d'une star du porno ayant déclaré avoir eu une liaison avec M. Trump ». En janvier 2023, Alvin Bragg confirme à CNN que l'enquête est en cours. Le 30 janvier, le bureau a présenté des preuves à un grand jury concernant le rôle de Donald Trump dans le paiement de l'actrice Stormy Daniels. Le 4 avril 2023, il inculpe Donald Trump au tribunal pénal de Manhattan au chef d'accusation de trois affaires financières « embarrassantes » ayant eu lieu avant son élection à la Maison-Blanche en 2016. Un procès devrait avoir lieu début 2024.
Il reçoit des centaines de menaces au cours de l'instruction.

#### Poursuites contre Steve Bannon
Le 6 septembre 2022, le Washington Post rapporte que l'ancien conseiller du président Donald Trump Steve Bannon serait inculpé le 8 septembre par le bureau d'Alvin Bragg pour les mêmes accusations de fraude pour lesquelles il avait été gracié par le président Trump en 2020. Le 8 septembre, Steve Bannon est accusé d'avoir « escroqué des Américains qui voulaient contribuer à la construction d'un mur frontalier sud, ressuscitant une menace à laquelle M. Bannon semblait avoir échappé avec une grâce présidentielle de 2021 » ; Steve Bannon plaide non coupable.

## Accusations d'avoir été financé par George Soros
À la suite de la décision historique d'inculper Donald Trump, l'ancien président et d'autres républicains éminents, dont le gouverneur de Floride Ron DeSantis et l'ancien secrétaire d'État Mike Pompeo, ont invoqué le milliardaire libéral George Soros dans leurs attaques contre Alvin Bragg. Trump a affirmé dans un communiqué que Bragg avait été « choisi et financé par George Soros ».
Dans les faits, Soros n'a apporté aucune contribution directe à la campagne électorale de Bragg en 2021. Un porte-parole de Soros, précisant que les deux hommes n'avaient jamais communiqué de quelque manière que ce soit. Le lien de Soros avec Bragg est plutôt indirect : il a été l'un des principaux donateurs d'un comité d'action politique progressiste qui a soutenu la candidature de Bragg.
La campagne réussie de Bragg a été soutenue par le comité d'action politique affilié à Color of Change, un groupe de défense à but non lucratif cofondé en 2005 promouvant la réforme de la justice pénale parmi d'autres causes de justice raciale. Le comité d'action politique Colour of Change a dépensé un peu plus de 500 000 $ pour soutenir Alvin Bragg. Il a reçu un financement important de Soros, qui est depuis des années un ardent défenseur de la réforme de la justice pénale et des candidats progressistes au procureur de district. Soros était le plus grand donateur de ce comité d'action politique au cours de la période 2021-2022, selon PolitiFact. Par ailleurs, une autre organisation de Soros, l'Open Society Policy Center (OSPC), a donné à Color of Change 7 millions de dollars en 2021. Mais l'accord de subvention stipule, entre autres restrictions, qu'aucun financement de l'OSPC ne peut être utilisé pour des activités partisanes ou politiques. Pour le président de Color of Change, ces attaques sont « antisémites » et « anti-Noirs ». Selon TF1 info, la « rumeur infondée » est reprise par les partisans de Donald Trump et la complosphère américaine.